# 多勒城站
多勒城站是法国的一个铁路车站，位于法国东部城市多勒。

## 位置
多勒城站位于多勒市区的北部，第戎－瓦洛尔布铁路360.535公里处。车站大致呈东西走向，开口朝南。
多勒位于第戎—瓦洛尔布和多勒—贝尔福两条铁路的交汇点。随着2011年法国高速铁路莱茵河－罗讷河线（LGV Rhin-Rhône）的通车，第戎-多勒-贝桑松一线的铁路的长途客运流量已大幅下降，现改以货运运输为主，但沿线通勤客运依旧繁忙。

## 站名
"多勒城站"当中加上"城"（Ville）这一后缀主要是为了区分"多勒德布列塔尼站"（Gare de Dol-de-Bretagne），因为在法语中"Dole"和"Dol"的发音完全相同，而后者又一般简称为"Gare de Dol"。
但事实上，多勒城站和多勒-布列塔尼站两个站之间的距离超过的700公里，因此现实中将这两站弄混的几率很低。

## 站台设置
| 北↑    |             |        |
|        |             | 存车线 |
| 1道    |             |        |
|        | 岛式        |        |
| 1bis道 |             |        |
| 2道    |             |        |
|        | 岛式        |        |
| 2bis道 |             |        |
|        | 侧式 主站房 |        |
| 南↓    |             |        |

## 停靠线路
以下列车线路在多勒城站停靠：
| 多勒城站列车线路表 |           |          |               |              |
| 线路               | 车种      | 上一站   | 下一站        | 大致运行频率 |
| 巴黎—贝桑松        | TGV       | 第戎     | 贝桑松        | 每天1~2趟    |
| 巴黎—洛桑          | TGV Lyria | 第戎     | 穆沙尔/弗拉讷 | 每天3趟左右  |
| 第戎—贝桑松/贝尔福 | TER       | 欧松讷   | 奥尔尚        | 每天13趟左右 |
| 多勒城—蓬塔尔列    | TER       | （起点） | 蒙巴雷        | 每天3趟左右  |
| 多勒城—圣克洛德    | TER       | （起点） | 蒙巴雷        | 每天1趟      |
| 多勒城—穆沙尔      | TER       | （起点） | 蒙巴雷        | 每周2~3趟    |
| 1.                 |           |          |               |              |

## 配套交通

### 大巴车
汝拉省政府提供前往附件主要市镇的大巴车线路。
多勒城站对应的大巴车上下车地点位于多勒城站门口的广场上。SNCF提供前往隆斯勒索涅方向的大巴车，每天大概5班左右。此外，当某条铁路线施工或罢工时，SNCF也会提供途径该线路沿途站点的大巴车。

### 市内交通
多勒城站对应的公交车站名称为"Dole Gare"，停靠该站的公交线路包括多勒公交1~5路。

## 临近车站
| 多勒城站（Gare de Dole-Ville） |                    |                   |
| 上行车站                       | 线路               | 下行车站          |
| 欧索讷站 14.5km ←              | 第戎－瓦洛尔布铁路 | 蒙巴雷站 → 14.4km |
| （起点）                       | 多勒－贝尔福铁路   | 奥尔尚站 → 15.2km |